# 前准將官邸

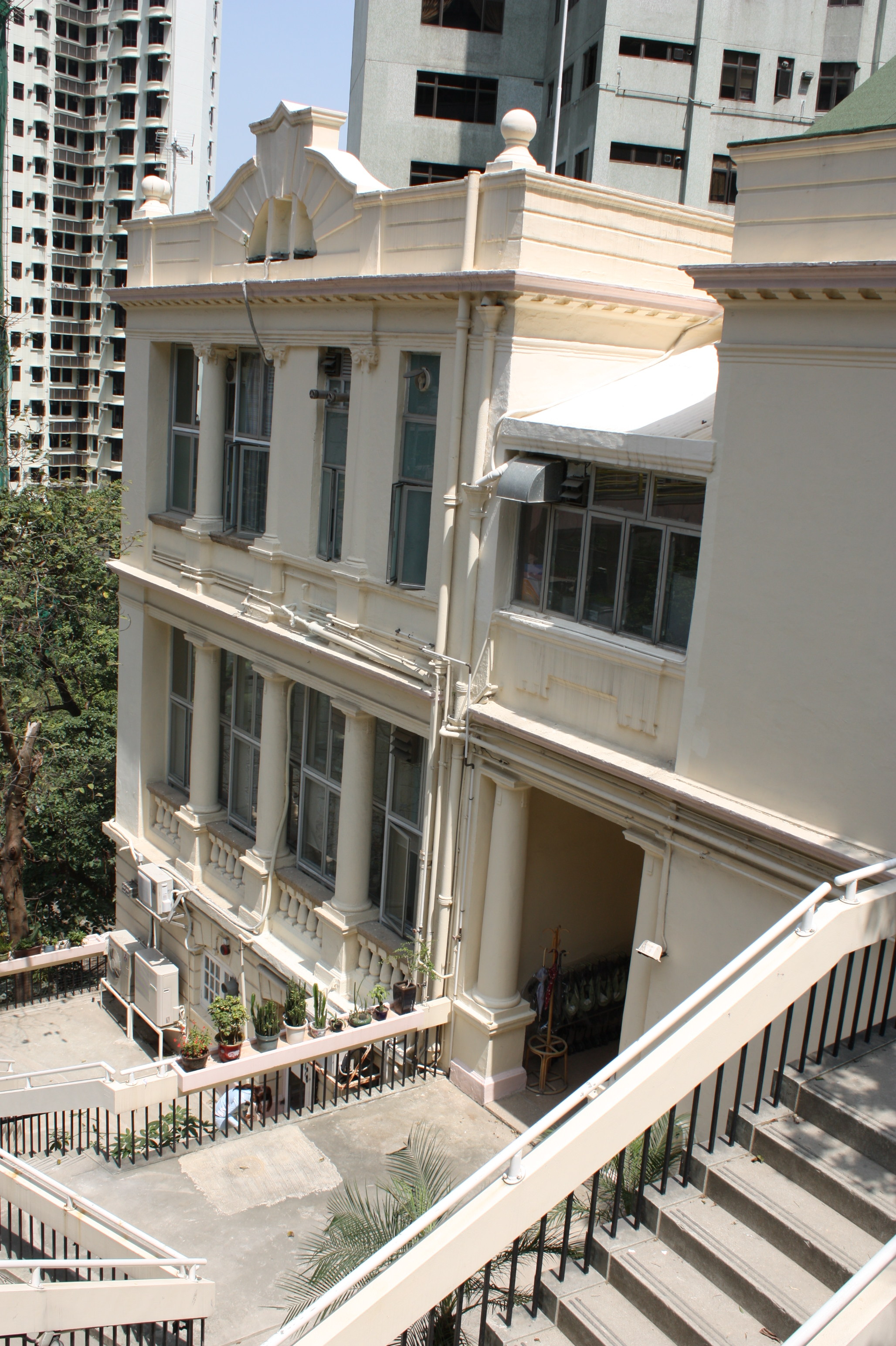
前准將官邸

前准將官邸（Ex-Commodore's House），又稱前海軍司令官邸，是香港一座歷史建築物，位於香港島中環寶雲道5號，鄰近馬己仙峽道，現時是「母親的抉擇」的辦公大樓，並已被古物古蹟辦事處列為香港一級歷史建築。

## 歷史
該建築建於1914年，原本是香港置地的秘書住所，當時名為Iddesleigh。1941年日本佔領香港後，該建築被日本海軍佔用為海軍司令官邸。香港重光後，該建築被英國皇家海軍佔用，並於1952年分配給海軍准將，因此被稱為准將官邸。1979年，該建築移交給香港政府。1990年，該建築撥給慈善團體母親的抉擇作嬰兒護理部及住宿特殊幼兒中心之用。

## 特色
三層高的建築物以新古典主義風格建成，科林斯柱、弓型拱、刻有豐富裝飾的屋簷及內部華麗的裝潢，顯示出建築物擁有人崇高的社會地位。建築物正立面頂部的華麗三角牆則反映其受到巴洛克建築風格的影響。